# Office national des statistiques (Algérie)
Pour les articles homonymes, voir Office national des statistiques.
L'Office national des statistiques (ONS) (en arabe : الديوان الوطني للإحصائيات) est le service officiel des statistiques en Algérie, créé au lendemain de l'indépendance, en 1964. Il a le statut d'établissement public à caractère administratif.

## Historique
Créé au lendemain  de l’indépendance, en 1964, et originellement nommé Commissariat National pour le Recensement de la Population,, l'office réalise en 1966 le premier recensement de la population algérienne après l'indépendance du pays. Ses missions, ainsi que son appellation, ont évolué parallèlement à l'évolution démographique, économique et sociale de l'Algérie pour laquelle l'office collecte, traite et diffuse des statistiques socio-économiques dans ces domaines.
Sous la tutelle du ministère des Finances, puis de  décembre 2020  à avril 2024 sous la tutelle du tout nouveau ministère de la Numérisation et des Statistiques, il est à nouveau replacé sous la tutelle  du ministère des Finances par un décret signé par le premier ministre le 21 mars 2024.

## Missions
Les principales publications de l'office sont :
- les indices des prix à la consommation, de la production industrielle et de la production agricole ;
- des statistiques sociales, telles que : la population et la démographie de l’Algérie, les statistiques sur la santé, l’emploi, l’habitat et l’éducation ;
- des nomenclatures, tels que les codes géographiques, le code des catégories socioprofessionnelles et le code des professions.

L'office publie dans ses nomenclatures un code géographique donnant la liste des communes dans chaque wilaya.